# Lay Me Down
«Lay Me Down» — дебютный сольный сингл британского исполнителя Сэма Смита с его первого студийного альбома In the Lonely Hour. Сингл был издан 15 февраля 2013 года.

## Информация о песне
Авторами песни «Lay Me Down» стали сам Сэм Смит, Элвин Смит и Джеймс Напьер. Песня дебютировала на 134 месте в британском хит-параде UK Singles Chart, а позже внось появилась в нём на 46 месте после упоминания о ней на вручении премии BRIT Awards 2014.

## Список композиций
| №  | Название                         | Длительность |
| -- | -------------------------------- | ------------ |
| 1. | «Lay Me Down»                    | 3:49         |
| 2. | «Lay Me Down» (acoustic version) | 4:01         |
| 3. | «Lay Me Down» (music video)      | 4:07         |

## Позиции в чартах
| Чарт                                   | Наивысшая позиция |
| -------------------------------------- | ----------------- |
| Великобритания UK Singles Chart        | 46                |
| США Bubbling Under Hot 100 (Billboard) | 25                |

## Хронология изданий
| Страна         | Дата            | Формат               | Лейбл           |
| -------------- | --------------- | -------------------- | --------------- |
| Великобритания | 15 февраля 2013 | цифровая дистрибуция | Capitol Records |